# Otomana

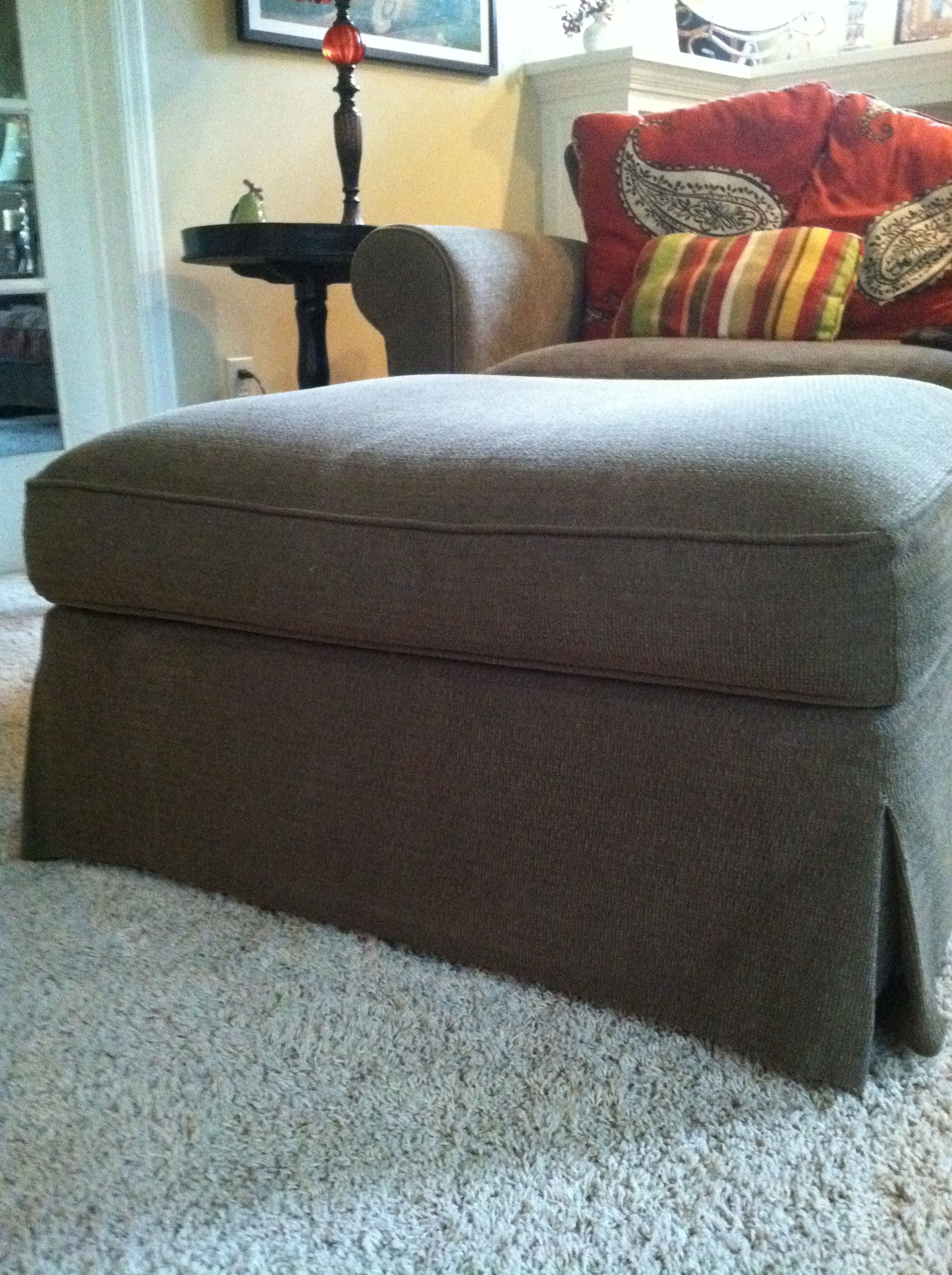
Una otomana

Una otomana es un tipo de sofá que tiene generalmente cabeza pero no parte posterior, aunque a veces no tiene ni lo uno ni lo otro. Es acolchonado, y no cuenta con respaldo.
La otomana puede tener terminaciones cuadradas o semicirculares, y en general es lo que llaman los tapiceros "relleno excedente", es decir, que no hay madera visible. Pertenece al mismo tipo de mueble que el diván, de ahí el nombre que procede de su origen oriental. La otomana fue uno de los muebles lujosos que Europa importó del Oriente en el siglo XVIII; la primera mención que se ha encontrado de ella es en Francia en 1729. En el curso de una generación se hizo camino en cada gabinete, pero parece originalmente haber sido mucho más grande que en la actualidad. La palabra también se aplica a un taburete pequeño cubierto con alfombra, bordado o artesanía con abalorios.